# Willy Mullens
Pour les articles homonymes, voir Mullens (homonymie).

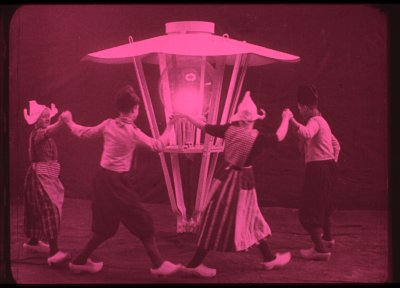
Un film de 1919 auquel Willy Mullens contribua.

Willy Mullens (né le 4 octobre 1880 à Weesp, Hollande-Septentrionale et mort le 21 avril 1952 à La Haye) fut un réalisateur et producteur néerlandais. Il est considéré comme étant l'un des pionniers du cinéma néerlandais.

## Biographie
Avec son frère Bernardus Albertus (Albert) (20 juin 1879, Harlingen - 1941), il fonda au début du XXe siècle l'une des premières sociétés de production néerlandaises, Alberts Frères. Dans les années 1920, il fit des documentaires qui étaient projetés lors d'avant-premières devant la famille royale.
Sa seconde compagnie (Haghefilm) domina le marché néerlandais entre les deux guerres mondiales.

## Filmographie partielle
- 1905 : Les aventures d'un Français sur la plage de Zandvoort
- 1907 : Les Deux Vagabonds de Namur

## Sources de la traduction
- (en) Cet article est partiellement ou en totalité issu de l’article de Wikipédia en anglais intitulé « Willy Mullens » (voir la liste des auteurs).